# Kima
Kima Peckham & Peckham, 1902 è un genere di ragni appartenente alla famiglia Salticidae.

## Distribuzione
Le cinque specie oggi note di questo genere sono state rinvenute in Africa centrale e meridionale: precisamente due specie sono endemiche del Sudafrica, una della Repubblica Democratica del Congo, una del Kenya e la quinta della Tanzania.

## Tassonomia
Rimosso dalla sinonimia con il genere Leptorchestes Thorell, 1870 a seguito di un lavoro degli aracnologi Wesolowska e Szeremeta del 2001, contra un analogo studio di Prószynski del 1984.
A giugno 2011, si compone di cinque specie:
- Kima africana Peckham & Peckham, 1902[2] — Sudafrica
- Kima atra Wesolowska & Russell-Smith, 2000 — Tanzania
- Kima montana Wesolowska & Szeremeta, 2001 — Kenya
- Kima reimoseri (Lessert, 1927) — Congo
- Kima variabilis Peckham & Peckham, 1903 — Sudafrica